# 湿热交换器
湿热交换器（Heat and moisture exchanger, HME）昵称人工鼻（artificial nose），用于已建立人工气道病患的一种装置，可将呼出的湿暖气体暂留，使吸入的气体以温暖湿化的状态进入人体自身气道。
此辅助呼吸装置，内部具有由吸水材料与亲水化合物的细孔结构，能过滤气体、保留湿热，故可模拟鼻子的功能，使进入人体的气体不至于干冷刺激。湿热交换器一般配合机械通气一起使用。